# Paul Turner (zanger)
Paul Turner (Orsett, 18 maart 1986) is een Brits zanger, die in Nederland bekend is geworden door The voice of Holland. Hij heeft vijf jaar in Nederland gewoond, maar is verhuisd naar Londen waar hij nu ook werkzaam is in The Breakfast Club in Hoxton, Londen.

## Carrière

### The voice of Holland (2011-2012)
Hij deed in 2011 auditie voor The voice of Holland. Hij kwam door de blind audition. Zowel Nick & Simon als VanVelzen draaiden voor hem om. Hij koos ervoor om VanVelzen als coach te hebben. In de battle nam hij het op tegen Gianna Tam, met het liedje Animal. Hij won en mocht door naar de live-shows. Daar zong hij op chronologische volgorde: Thunder in my heart, Born this way, Somebody That I Used to Know, Reach Out I'll Be There en Don't Let the Sun Go Down on Me (met Wouter Vink). Hij bereikte uiteindelijk de finale en zong daar Thunder in my heart nog een keer. Ook zong hij een duet met Taio Cruz: Dynamite. Daarna viel hij af en eindigde dus als vierde, achter Erwin Nyhoff, Chris Hordijk en Iris Kroes. Hij mocht nog wel zijn single Don't Stop Me Now zingen, een cover van Queen.

### Na the Voice
In 2012 was Turner te gast bij De Toppers in de Amsterdam ArenA. In september 2012 kwam zijn eerste eigen single uit: I'm so me. Het nummer kwam binnen op nummer 59 in de Nederlandse Single Top 100 en stond een week genoteerd.
In 2013 sprak Turner de stem in van Party Planner Smurf voor de film De Smurfen 2.

### 2014 nieuwe show
In 2014 gaat Turner een samenwerking aan met Artist & Event Management. Samen slaan ze een nieuwe weg in. Door deze samenwerking gaat Turner ook in Duitsland aan de slag. Hij zal daar te zien zijn in een programma van Pro 7. Op 25 april 2014 komt zijn nieuwe single uit, uitgebracht door zijn nieuwe label, MBMG.
Eind 2012 was Turner te zien in Expeditie Robinson 2012, waarin hij het spel na enige afleveringen vrijwillig verliet.

## Discografie

### Singles
| Single met eventuele hitnotering(en) in de Nederlandse Top 40 | Datum van verschijnen | Datum van binnenkomst | Hoogste positie | Aantal weken | Opmerkingen                 |
| ------------------------------------------------------------- | --------------------- | --------------------- | --------------- | ------------ | --------------------------- |
| Thunder in my heart                                           | 09-12-2011            | -                     |                 |              | Nr. 90 in de Single Top 100 |
| Born this way                                                 | 23-12-2011            | -                     |                 |              | Nr. 66 in de Single Top 100 |
| Somebody That I Used to Know                                  | 06-01-2012            | -                     |                 |              | Nr. 90 in de Single Top 100 |
| Reach Out I'll Be There                                       | 13-01-2012            | -                     |                 |              | Nr. 58 in de Single Top 100 |
| Don't Stop Me Now                                             | 13-01-2012            | 21-01-2012            | 34              | 3            | Nr. 7 in de Single Top 100  |
| I'm so me                                                     | 2012                  | -                     |                 |              | Nr. 59 in de Single Top 100 |
| C'est La Vie                                                  | 2013                  | -                     |                 |              | Origineel van Khaled        |
| Takin'over                                                    | 2014                  | -                     |                 |              | Uitgebracht door MBMG       |

- MusicBrainz: 80b0f958-52a3-4640-ad33-112fad87ccb8
- Nederlandse Thesaurus van Auteursnamen: 39807528X
- Virtual International Authority File: 3362147270415635700008
- WorldCat: E39PBJqfGF8JyCktwpPBJHdG73